# Sò tai tượng
Sò tai tượng hay sò tượng (danh pháp khoa học: Tridacna gigas, còn được gọi là pā'ua ở quần đảo Cook), là loài thân mềm hai mảnh vỏ lớn nhất. T. gigas là một trong những loài sò đang bị đe dọa nghiêm trọng nhất. Chúng là một trong số các loài sò lớn có nguồn gốc từ các rạn san hô nông của Nam Thái Bình Dương và Ấn Độ Dương, có thể nặng hơn 200 kg (440 lb), chiều ngang do được 120 cm (47 in), và có tuổi thọ trung bình trong tự nhiên 100 năm trở lên. Chúng cũng được tìm thấy ngoài khơi bờ biển Philippines, nơi chúng được gọi là taklobo, và tại Biển Đông ở các rạn san hô của Sabah (Đông Malaysia).

## Hình ảnh

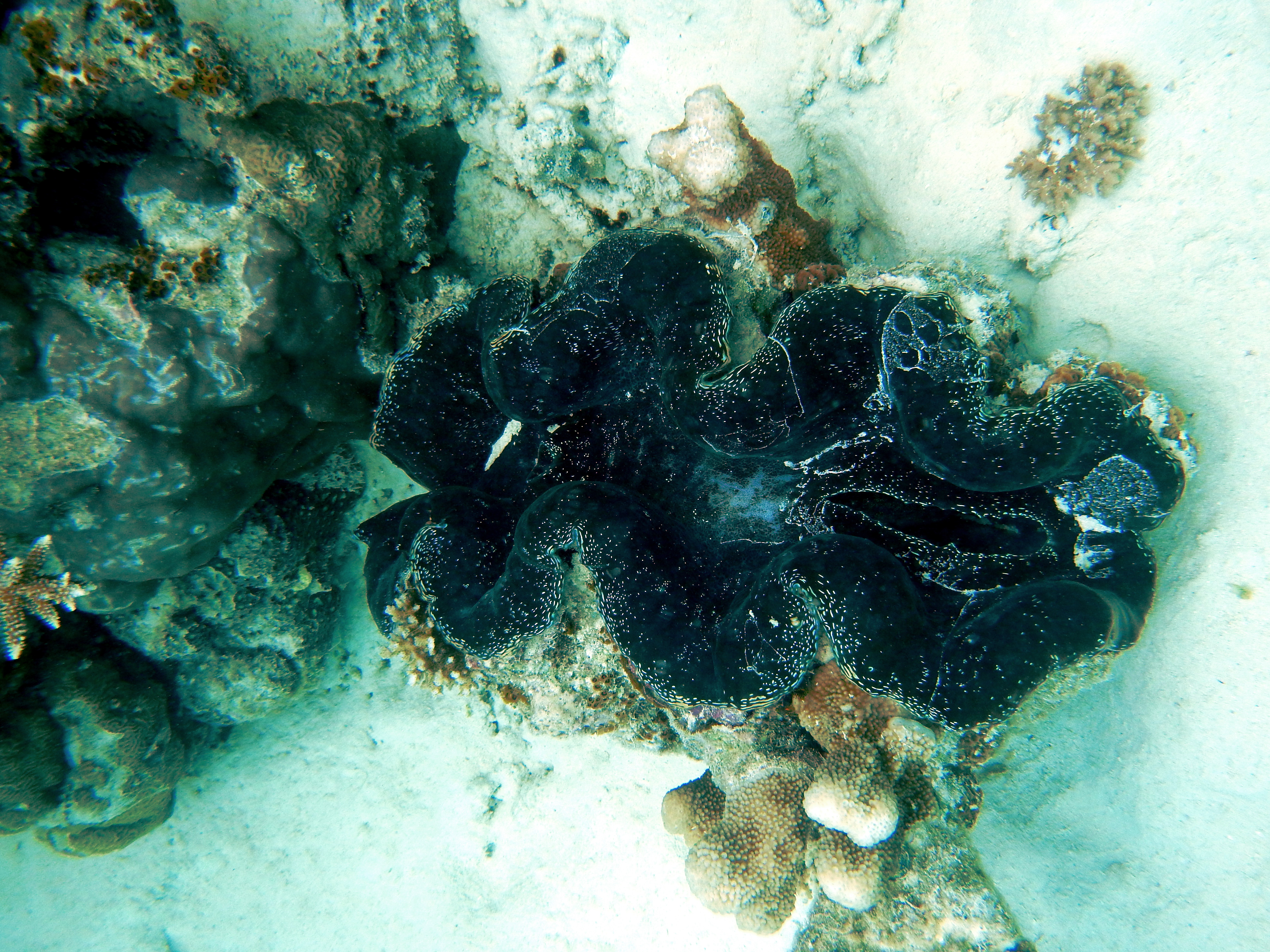
Huge maxima clam specimen in Baa Atoll, Maldives
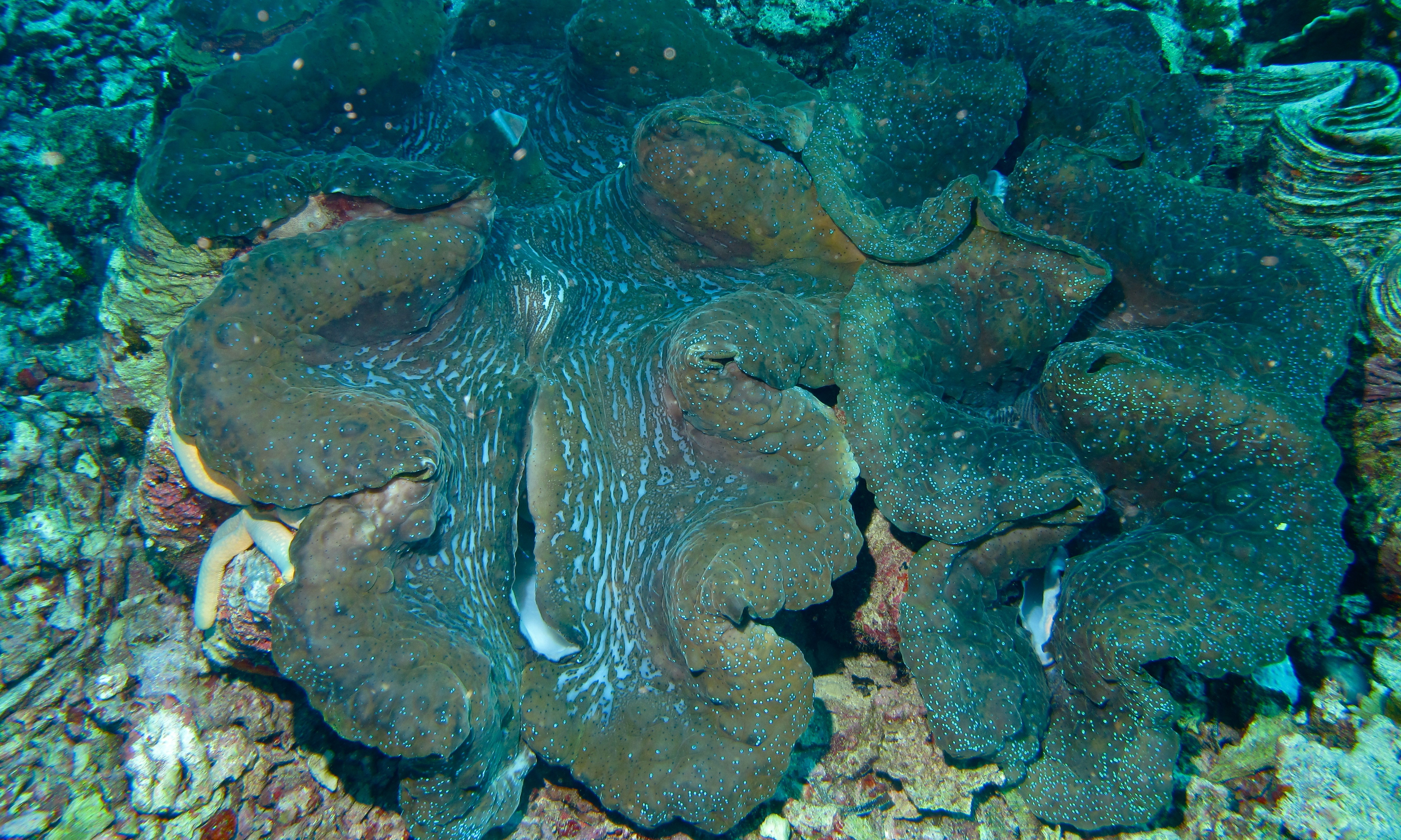
Giant clam in Bunaken island, Sulawesi, Indonesia
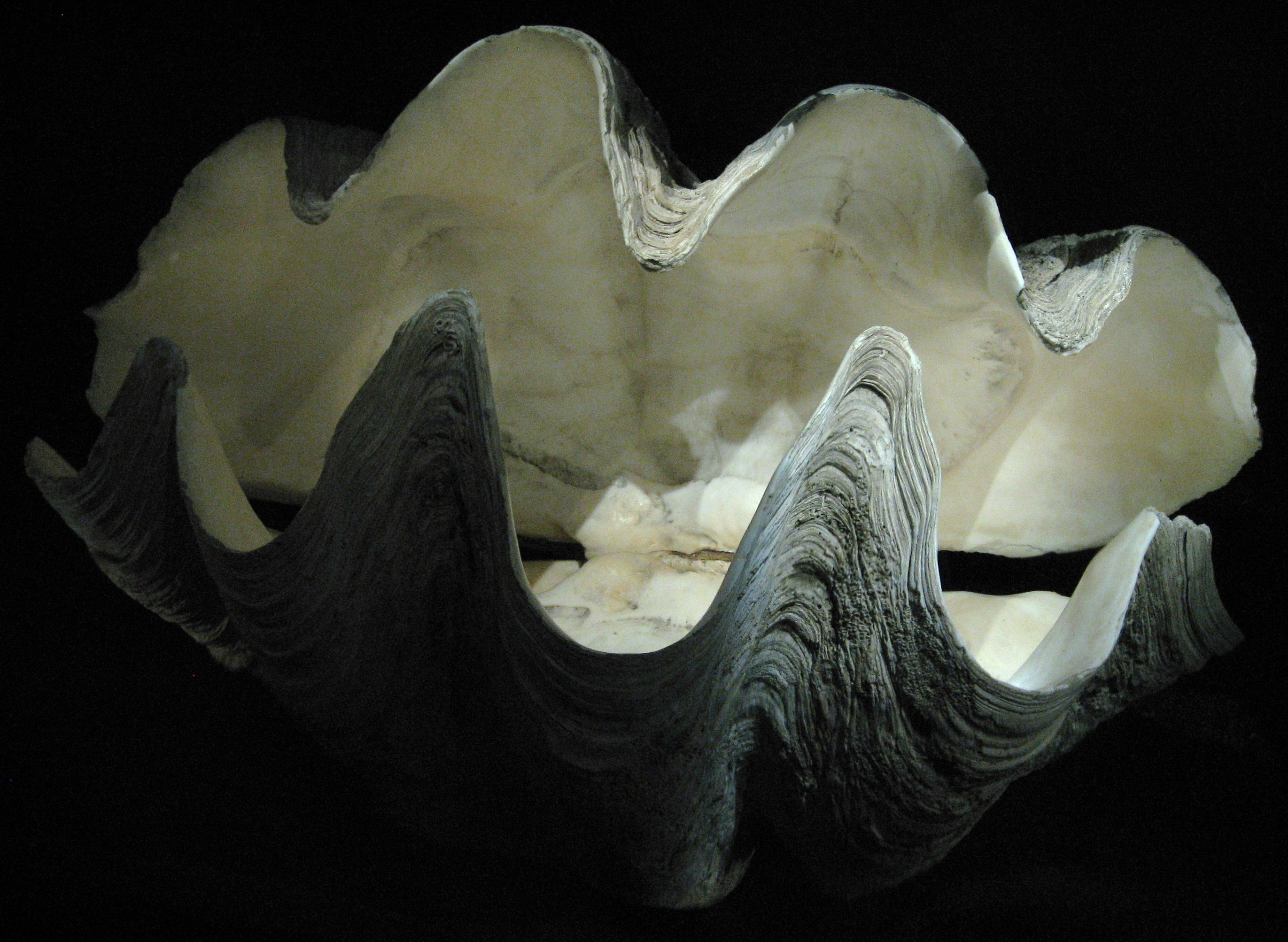
Empty giant clam shell in the French National Museum of Natural History
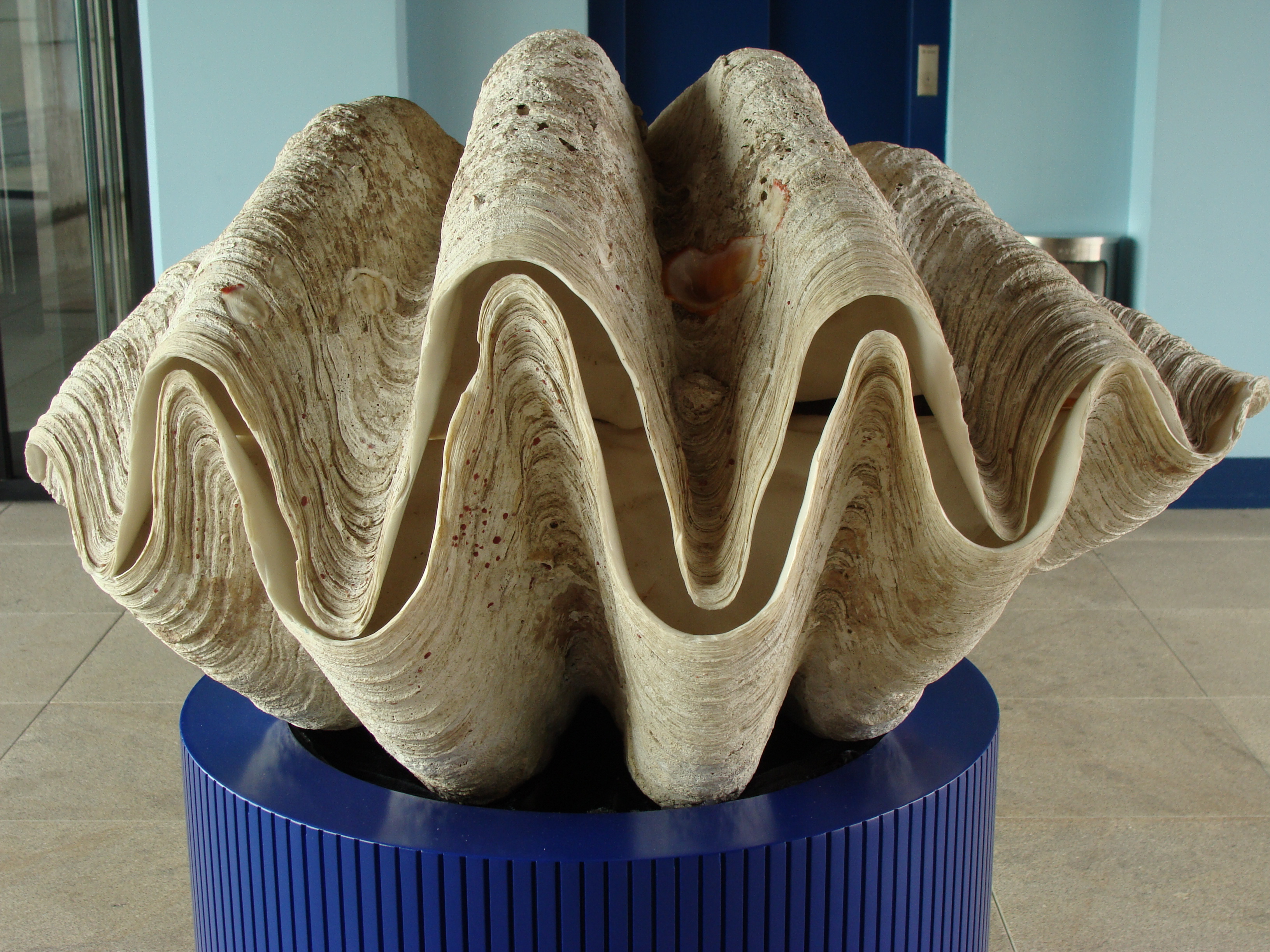
Empty shell from the Aquarium Finisterrae in Spain
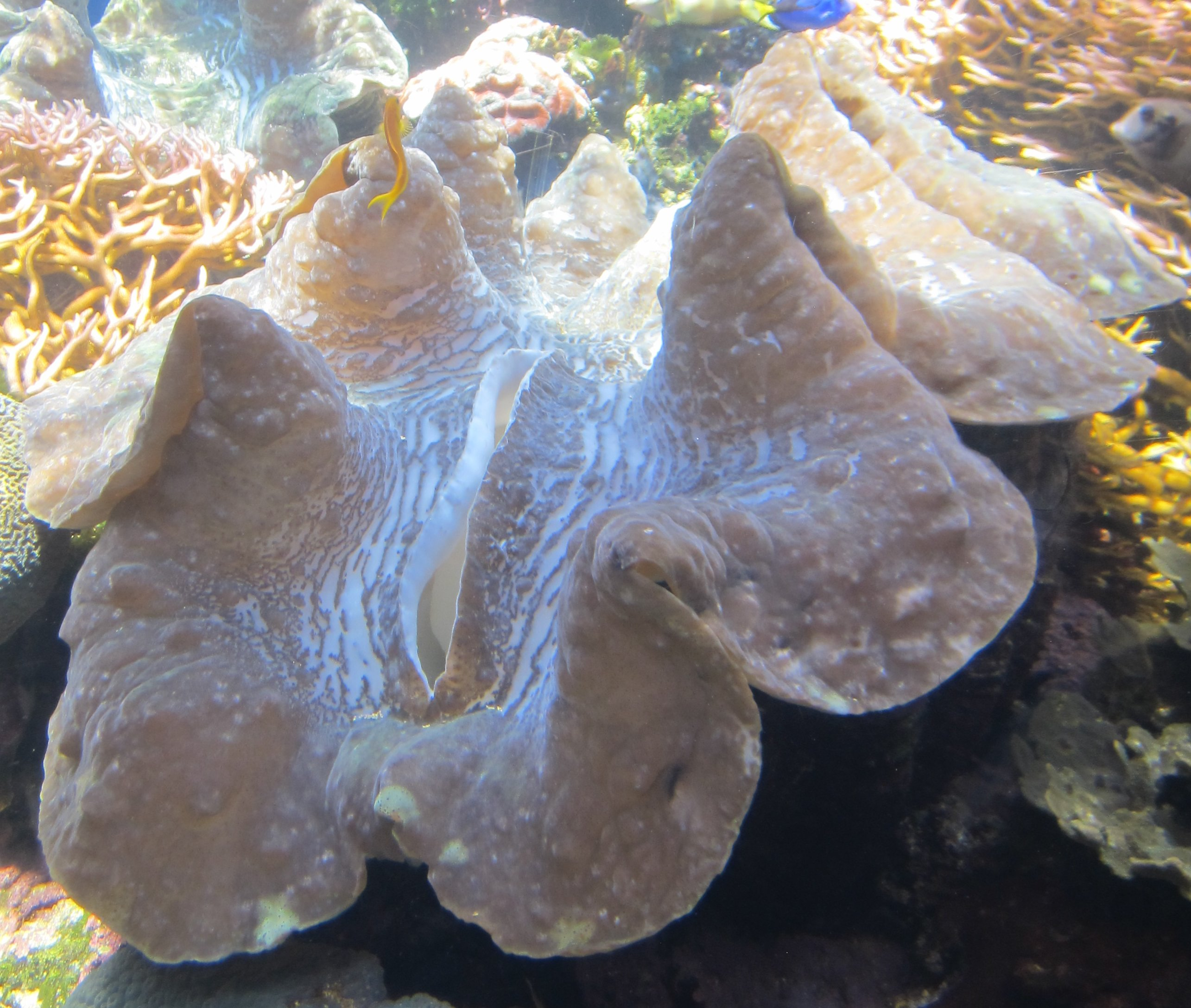
Giant clam in Waikiki Aquarium, Honolulu, Hawaii, United States
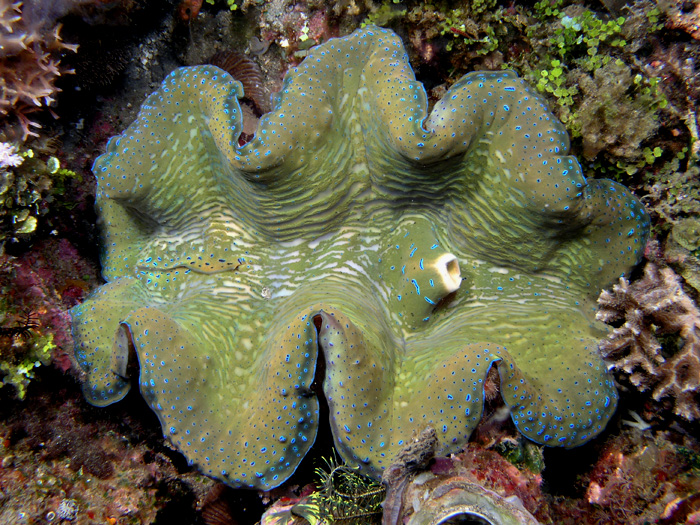
Green and blue giant clam from East Timor
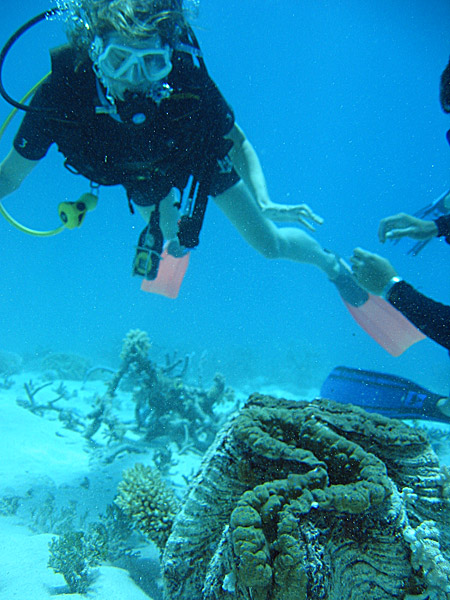
Largest of all clam species
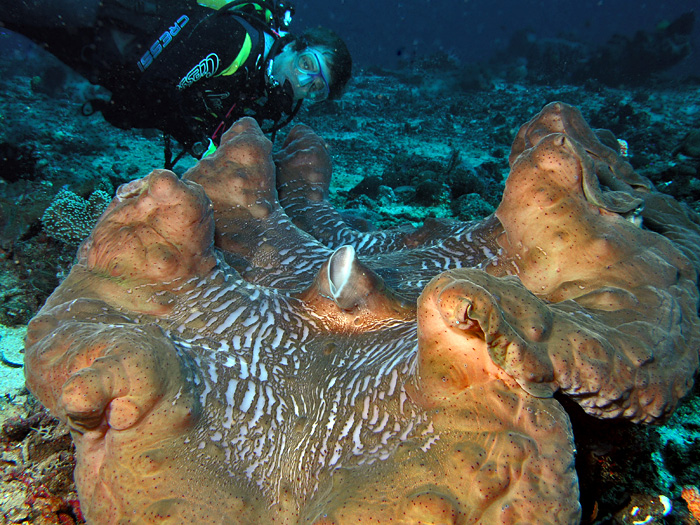
A giant clam from East Timor of over one meter in length.